# Conflict in de ruimte
Conflict in de ruimte (Engelse titel: The Rival Rigelians) is een sciencefictionroman uit 1975 van de Amerikaanse schrijver Mack Reynolds, het derde boek uit de United Planets-serie. 

## Synopsis
Een team van de aarde wordt naar andere planeten gezonden met de bedoeling het ontwikkelingsniveau van deze planeten naar het aardse niveau te brengen. Het niveau van de eerste planeet Rigel was te vergelijken met het Italië in het feodalistisch tijdperk terwijl het niveau van de tweede planeet vergelijkbaar was met het Aztekentijdperk tijdens de Spaanse kolonisatie van de Amerika’s. Omdat deze planeten nooit gedomineerd werden door een kleine groep, werden de astronauten aanzien als Goden. Wat het aards team echter niet wist was dat de Rigelianen zelf afstammelingen waren van aardse kolonisten zodat ze niet alleen snel leerden maar ook hun lesgevers zelf dingen konden bijbrengen. Daarin schuilde een gevaar voor de aardse lesgevers waar ze niet op gerekend hadden.